# Kostów
Kostów (niem. Kostau) – wieś w Polsce położona w województwie opolskim, w powiecie kluczborskim, w gminie Byczyna. Usytuowana jest ok. 7 km od miasta na trasie Byczyna – Kępno. Leży na wysokości 170 m n.p.m. Na terenie Kostowa znajdują się stawy hodowlane i stacja PKP. Wieś znajduje się na szlaku kolejowym i szlaku drogowym łączącym Śląsk z Wielkopolską (Poznań).

## Pochodzenie nazwy
Według niemieckiego geografa oraz językoznawcy Heinricha Adamy’ego nazwa miejscowości wywodzi się od polskiej nazwy wytwórcy koszy – "koszykarza" i prawdopodobnie związana jest z wiodącym zawodem wykonywanym we wsi. W swoim dziele o nazwach miejscowych na Śląsku wydanym w 1888 roku we Wrocławiu wymienia nazwę w polskiej formie – "Kosztow" podając jej znaczenie "Korbmacherdorf" czyli po polsku "Wieś koszykarzy". Niemcy zgermanizowali nazwę na Kostau, w wyniku czego utraciła ona swoje pierwotne znaczenie. Po wojnie polska administracja spolonizowała zgermanizowaną nazwę na Kostów, w wyniku czego nie wiąże się już ona z pierwszym znaczeniem.
Miejscowość po raz pierwszy wzmiankowana w źródłach w 1310 (Costaw). Jako Cosstowf wymieniona jest w 1461. W 1743 użyto formy zapisu Costau, a w 1783 funkcjonowały zapisy: Costau i Kostau. W 1845 posługiwano się zapisami Kosta i Kosztów, a w 1939 – Kostów i Kostau. Zdaniem językoznawców nazwa miejscowości pochodzi od nazwy osobowej Kost-Kosta, Kostek-Konstatnty. W Słowniku Geograficznym opisany jako Kosztów.

## Historia
W 1405 r. pierwszym znanym właścicielem wsi był Konrad Czotendorf. Następnie Kostów należał do rodziny Frankenberg-Proschlitz. W 1767 zmarł Gustaw Ferdynand, syn Jana von Frankenberg-Proschlitz, sędziego ziemskiego i dworskiego Kluczborka oraz Byczyny, odtąd majątek przejął ród von Strachwitz. Po śmierci synów Friedricha von Strachwitz w 1833, dobra zostały zakupione przez Hyacintha von Aulock. Około połowy XIX wieku źródła wspominają jego syna, Heinricha von Aulock, żonatego z Elisabeth von Schmackowsky i trójkę ich córek: Marię Jadwigę (ur. 1857), małżonkę Eugeniusza Jana Józefa Mitschke von Collande, Teresę Marię Annę (ur. 1861), żonę hrabiego Antoniego Karola Konrada Lanckorońskiego z Brzezia i Elżbietę Marię (ur. 1865) małżonkę Emanuela Wiktora Matuschka von Topolczan.
Od roku 1774 wieś posiadała pieczęć gminna, na której wizerunku przedstawiono  ptaka unoszącego się na skrzydłach nad rybą, ptak i ryba zwrócone w prawą stronę.
W 1910 miejscowość zamieszkiwało 618 mieszkańców, z czego 424 mówiących po polsku, 3 mówiących językiem polskim i niemieckim oraz 185 po niemiecku. W wyborach komunalnych w listopadzie 1919 listy polskiej nie wystawiono. Podczas plebiscytu w marcu 1921, na obszarze gminy wiejskiej z 399 uprawnionych (w tym 258 niemieckich emigrantów), za Polską głosowało 44, zaś za Niemcami 354 głosujących, zaś na obszarze dworskim z 95 uprawnionych, za Polską głosowało 8, zaś za Niemcami 91 głosujących (1 głos był nieważny).
Od listopada 1918 do grudnia 1919 w Kostowie działał Wydział Gospodarczy i komórka Polskiej Organizacji Wojskowa Górnego Śląska.
W trakcie III powstania śląskiego niewielkie siły powstańcze zgrupowały się w Kostowie, Łowkowicach i rejonie Byczyny. Zostały one wsparte ochotnikami z Polski przybyłymi 3/4 maja 1921 z powiatu wieluńskiego i powiatu kępińskiego. Oddział liczący łącznie 600 powstańców nie napotykając oporu przeszedł wzdłuż linii kolejowej Kępno – Kluczbork, docierając w nocy z 7 na 8 maja do przedmieść Kluczborka. Wskutek kontrakcji niemieckich oddziałów Samoobrony Górnego Śląska (Selbstschutz Oberschlesien, SSOS).
23 maja 1921 ochotnicy z Polski dokonali ataków na Kostów, opanowując przejściowo stację kolejową. Była to akcja bez większego znaczenia strategicznego, choć zmusiła Niemców do wydzielenia dwóch batalionów do ochrony terenu zagrożonego.
W 1937 właścicielem dworu Kostów (Costau) był Graf Walenty von Ballestrem. Zginął on w wyniku wypadku 24 września 1939. Rodzina właściciela oraz pracownicy ewakuowali się w styczniu 1945. 1 lipca 1945 dwór został przejęty przez komunistyczną administrację polską z rąk Armii Czerwonej.
W latach 1954–1968 wieś należała i była siedzibą władz gromady Kostów, po jej zniesieniu w gromadzie Byczyna.
1 września 2021 roku odbyła się uroczystość nadania miejscowej szkole sztandaru, w 50-lecie nadania szkole imienia oraz 100-lecia potyczki, która się odbyła 23 maja 1921 roku przy torach w niemieckim Kostau (obc. Kostów). W uroczystości brali udział urzędnicy lokalni, nauczyciele z dyrektor Publicznej Szkoły Podstawowej im. Bohaterów Powstań Śląskich w Kostowie Anną Sękowską, obecny proboszcz parafii w Kostowie ks. Dariusz Brylak, biskup diecjezii kaliskiej Damian Bryl, burmistrz gminy Byczyna Iwona Sobania, uczniowie szkoły oraz sponsorzy i przyjaciele szkoły.

## Zabytki
Do wojewódzkiego rejestru zabytków wpisane są:
- mogiła – pomnik zbiorowa powstańców śląskich na cmentarzu katolickim, poświęcony 7 powstańcom Śląskim, poległym 23 maja 1921 r.[13]
- zespół pałacowy, z XVIII–XIX w.:
  - Pałac w Kostowie
  - park
- kościół ewangelicki, obecnie rzymskokatolicki, drewniany, zbudowany w latach 1801–1804 przez Antoniego von Strachwitza. W 1965 świątynia została opuszczona przez gminę ewangelicką i powoli niszczała. Dwanaście lat później została rozebrana, przeniesiona i zrekonstruowana w miejscowości Malnia w gminie Gogolin[6].

Inne zabytki:
- kościół pw. św. Augustyna, neobarokowy, zbudowany na zlecenie hr. Franciszka Ballestrema w 1911 r. wg projektu architekta Hansa von Poellnitza.